# Jefferson Ibáñez
Jefferson Ibáñez Huanca (Santa Cruz de la Sierra, 12 de febrero de 1995) es un futbolista boliviano que juega como defensa y su actual equipo es Guabirá de la Primera División de Bolivia.

## Trayectoria

### Guabirá

#### Temporada 2015-16
Fue promovido al primer equipo de Guabirá, en 2015. Contribuyó en el ascenso del Azucarero a la Primera División, logrando primero el Campeonato Cruceño y luego la Copa Simón Bolívar de la temporada 2015-16.

#### Temporada 2016-17
El 12 de agosto de 2016 debutó en Primera División, en la derrota por 1-2 ante The Strongest, siendo sustituido por Carlos Escalante en el minuto 85. El Azucarero terminó en la última posición del torneo apertura 2016.
El 15 de junio de 2017 anotó su primer gol, en la victoria 3-1 ante Sport Boys Warnes, finalmente su equipo obtuvo el tercer lugar del apertura 2017, en una de las mejores campañas de su historia. Mientras que en el clausura 2017 el equipo obtuvo la séptima posición.
Por otra parte, fue determinante para lograr la clasificación a la Copa Sudamericana 2018, en la que el Rojo retornaba a un competición internacional tras veintitrés años.

#### Temporada 2018
El 28 de enero disputó su primer encuentro de la temporada, en el empate 1-1 ante Sport Boys Warnes, el 10 de abril disputó su primer encuentro internacional,  ante Liga Deportiva Universitaria de Quito del Ecuador por la Copa Sudamericana, en la que terminaron eliminados. El 3 de junio contribuyó al equipo para la clasificación a la Copa Sudamericana 2019, luego de derrotar en la final a Real Potosí por 4-1 y 2-0.

#### Temporada 2019
Disputó su primer partido de la temporada 2019 el 9 de febrero ante el Bolívar, en el Estadio Gilberto Parada. El 20 de febrero anotó su primer tanto de la temporada, en el empate 1-1 ante Always Ready. El 1 de marzo disputó la Copa Sudamericana por segunda vez, en la derrota 0-3 ante el Macará. En el torneo local el equipo no pudo clasificarse a ninguna copa Internacional para el siguiente año.

#### Temporada 2020
El 20 de diciembre anotó en un triunfo ante San José (4-0). El equipo logró nuevamente clasificarse a la Copa Sudamericana, bajo la dirección técnica de Víctor Hugo Andrada.

#### Temporada 2021
El 14 de mayo, en el partido ante el Esporte Clube Bahia sufrió una rotura de ligamentos, por lo que se perdió el resto de la temporada.

## Estadísticas

### Clubes
| Club              | Div.          | Temporada     | Liga  | Liga  | Internacional | Internacional | Total | Total | Total |
| Club              | Div.          | Temporada     | Part. | Goles | Part.         | Goles         | Part. | Goles |       |
| ----------------- | ------------- | ------------- | ----- | ----- | ------------- | ------------- | ----- | ----- | ----- |
| Guabirá · Bolivia | 1.ª           | 2016-17       | 55    | 1     | —             | —             | 55    | 1     |       |
| Guabirá · Bolivia | 1.ª           | 2018          | 43    | 0     | 1             | 0             | 44    | 0     |       |
| Guabirá · Bolivia | 1.ª           | 2019          | 27    | 1     | 1             | 0             | 28    | 1     |       |
| Guabirá · Bolivia | 1.ª           | 2020          | 17    | 1     | —             | —             | 17    | 1     |       |
| Guabirá · Bolivia | 1.ª           | 2021          | 5     | 0     | 4             | 0             | 9     | 0     |       |
| Total club        | Total club    | Total club    | 147   | 3     | 6             | 0             | 153   | 3     |       |
| Total carrera     | Total carrera | Total carrera | 147   | 3     | 6             | 0             | 153   | 3     |       |
| 1. 2.             |               |               |       |       |               |               |       |       |       |

## Palmarés

### Títulos regionales
| Título             | Club    | País    | Año     |
| ------------------ | ------- | ------- | ------- |
| Campeonato Cruceño | Guabirá | Bolivia | 2014/15 |

### Títulos nacionales
| Título             | Club    | País    | Año     |
| ------------------ | ------- | ------- | ------- |
| Copa Simón Bolívar | Guabirá | Bolivia | 2015/16 |